# Eleccions generals sueques de 2022
Les eleccions generals sueques de 2022 es van realitzar l'11 de setembre de 2022 a Suècia, on es van triar els 349 diputats del Riksdag, els qui al seu torn van elegir al primer ministre. Les eleccions regionals i municipals també es van celebrar el mateix dia.

## Antecedents
La immigració a Suècia es sosté a través de subsidis i no per l'ocupació i l'empoderament de la nova població que s'acostava al país a la recerca de noves oportunitats, convertint-se en el segon país d'Europa amb més morts per arma per cada 100.000 habitants, portat a la intervenció de l'exèrcit als carrers i donant pas a l'exponencial creixement del partit radical populista de dreta Demòcrates de Suècia.

## Enquestes

Regressió local dels resultats de les enquestes des del setembre del 2018 fins a les eleccions del setembre.

## Resultats
|                         |                                |           |       |           |     |  |  |  |
| Partit                  | Partit                         | Vots      | %     | Escons    | +/− |  |  |  |
|                         | Partit Socialdemòcrata (S)     | 1.964.474 | 30,33 | 107 / 349 | 7   |  |  |  |
|                         | Demòcrates de Suècia (SD)      | 1.330.325 | 20,54 | 73 / 349  | 11  |  |  |  |
|                         | Partit Moderat (M)             | 1.237.428 | 19,10 | 68 / 349  | 2   |  |  |  |
|                         | Partit de l'Esquerra (V)       | 437.050   | 6,75  | 24 / 349  | 4   |  |  |  |
|                         | Partit de Centre (C)           | 434.945   | 6,71  | 24 / 349  | 7   |  |  |  |
|                         | Democristians (KD)             | 345.712   | 5,34  | 19 / 349  | 3   |  |  |  |
|                         | Partit Verd (MP)               | 329.242   | 5,08  | 18 / 349  | 2   |  |  |  |
|                         | Liberals (L)                   | 298.542   | 4,61  | 16 / 349  | 4   |  |  |  |
|                         | Partit dels Matisos (PNy)      | 28.352    | 0,44  | 0 / 349   | Nou |  |  |  |
|                         | Alternativa per a Suècia (AfS) | 16.646    | 0,26  | 0 / 349   | =   |  |  |  |
|                         | Coalició Ciutadana (MED)       | 12.882    | 0,20  | 0 / 349   | =   |  |  |  |
|                         | Partit Pirata (PP)             | 9.135     | 0,14  | 0 / 349   | =   |  |  |  |
|                         | Altres partits                 | 33.061    | 0,50  | 0 / 349   |     |  |  |  |
|                         |                                |           |       |           |     |  |  |  |
| Vots vàlids             | Vots vàlids                    | 6.445.298 | 98,93 |           |     |  |  |  |
| Vots blancs i invàlids  | Vots blancs i invàlids         | 69.831    | 1,07  |           |     |  |  |  |
| Total                   | Total                          | 6.515.129 | 100   | 349       | =   |  |  |  |
| Abstenció               | Abstenció                      | 1.227.765 | 15,79 |           |     |  |  |  |
| Inscrits / participació | Inscrits / participació        | 7.775.390 | 84,21 |           |     |  |  |  |